# Record du Maroc de natation messieurs du 4 × 50 mètres 4 nages
Cet article présente l'évolution du record du Maroc de natation messieurs du 4 × 50 mètres 4 nages.

## Bassin de25 mètres
| Temps         | Laps | Athlète              | Naissance | Âge | Club | Compétition                       | Lieu   | Date         |
| ------------- | ---- | -------------------- | --------- | --- | ---- | --------------------------------- | ------ | ------------ |
| 2 min 35 s 20 |      |                      |           |     | CODM | Critérium national des jeunes (f) | Meknès | 28 juin 2009 |
|               |      | Ayman Rhalloussi     | 1999      | 10  |      |                                   |        |              |
|               |      | Attayeb Aziz Alaoui  | 1998      | 11  |      |                                   |        |              |
|               |      | Sami Hamouchan       | 2000      | 9   |      |                                   |        |              |
|               |      | Mahdi Ayoubi         | 1998      | 11  |      |                                   |        |              |
| -----         |      |                      |           |     |      |                                   |        |              |
| 2 min 31 s 37 |      |                      |           |     | USCM | Critérium régionaux III (s)       | Rabat  | 16 mai 2010  |
|               |      | Nizar El Alami       | 1998      | 12  |      |                                   |        |              |
|               |      | Mehdi Moulay Berkchi | 1998      | 12  |      |                                   |        |              |
|               |      | Kalil Alaoui         | 1997      | 13  |      |                                   |        |              |
|               |      | El Mehdi Chabadi     | 1997      | 13  |      |                                   |        |              |